# Hogna badia
Hogna badia este o specie de păianjeni din genul Hogna, familia Lycosidae. A fost descrisă pentru prima dată de Keyserling, 1877. Conform Catalogue of Life specia Hogna badia nu are subspecii cunoscute.